# Municipio de Waldo (Kansas)
El municipio de Waldo (en inglés: Waldo Township) es un municipio ubicado en el condado de Russell en el estado estadounidense de Kansas. En el año 2010 tenía una población de 78 habitantes y una densidad poblacional de 0,42 personas por km².

## Geografía
El municipio de Waldo se encuentra ubicado en las coordenadas 39°3′10″N 98°45′23″O / 39.05278, -98.75639. Según la Oficina del Censo de los Estados Unidos, el municipio tiene una superficie total de 186.58 km², de la cual 186,43 km² corresponden a tierra firme y (0,08 %) 0,15 km² es agua.

## Demografía
Según el censo de 2010, había 78 personas residiendo en el municipio de Waldo. La densidad de población era de 0,42 hab./km². De los 78 habitantes, el municipio de Waldo estaba compuesto por el 98,72 % blancos, el 1,28 % eran amerindios. Del total de la población el 0 % eran hispanos o latinos de cualquier raza.